# Шварцер, Джулиан
Джулиан Шварцер Гарсиа (англ. Julian Schwarzer Garcia; род. 26 октября 1999, Харрогит, Норт-Йоркшир) — австралийский и филиппинский футболист, вратарь. Выступал за сборную Филиппин.

## Биография
Родился в Англии, где в то время выступал его отец — Марк Шварцер (р. 1972), также вратарь и рекордсмен сборной Австралии по количеству сыгранных матчей. Его отец происходил из семьи немецких иммигрантов, а мать Палома родилась на Филиппинах в филиппино-испанской семье, но ещё в детстве переехала с родителями в Австралию. С учётом своего происхождения, Джулиан теоретически мог выбирать между 5-ю национальными сборными. Отец его матери — Артуро Гарсиа тоже играл в футбол, а её дядя Альберт Гарсиа был игроком филиппинской сборной.

### Клубная карьера
Воспитанник клуба «Фулхэм». В 2018 году, после окончания контракта, перешёл в клуб немецкой Регионаллиги «Пипинсрид», где провёл около полугода, но на поле не выходил. Затем вернулся в Англию, где за полтора года сменил 5 различных любительских коллективов. В 2020 году подписал новый контракт с «Фулхэмом», но в основном находился в молодёжном составе клуба и к матчам основной команды не привлекался. Весной 2022 года был отдан в аренду на 3 месяца в клуб 7-й лиги «Кингстониан».
C 2022 года выступает в Азии. Был игроком филиппинского клуба АДТ, малайзийского «Кучинг Сити» в 2023 году и индонезийского «Арема» в сезоне 2023/24.

### Карьера в сборной
В 2022 году принял приглашение от сборной Филиппин, за которую дебютировал 16 июля в товарищеской встрече со сборной Восточного Тимора (4:1), заменив в перерыве Антони Пинтуса. В декабре того же года сыграл в двух матчах группового этапа чемпионата АСЕАН 2022 против Брунея и Таиланда.